# Magisches Dreieck (VfB Stuttgart)
Das Magische Dreieck war die Bezeichnung für ein offensives Fußballspieler-Trio beim VfB Stuttgart, das in den Bundesliga-Spielzeiten 1995/96 und 1996/97 für Furore sorgte. Es bestand aus dem bulgarischen Mittelfeldspieler Krassimir Balakow, dem brasilianischen Stürmer Giovane Élber und dem deutschen Stürmer Fredi Bobic.
Die Bezeichnung Magisches Dreieck erhielt das Trio aufgrund hoher Effektivität und einem ausgezeichneten Zusammenspiel. Das Sturmduo Giovane Élber und Fredi Bobic wurde dabei durch den Mittelfeldspieler Krassimir Balakow in Szene gesetzt.
Élber kam in der Fußball-Bundesligasaison 1994/95 von den Grasshopper Club Zürich zum VfB Stuttgart. Der in Stuttgart aufgewachsene Bobic wechselte zur selben Saison vom Stadtrivalen Stuttgarter Kickers aus der 2. Fußball-Bundesliga zum VfB, welcher die Saison drei Jahre nach dem Gewinn der Meisterschaft 1992 auf Tabellenplatz 12 abschloss. Neben den beiden jungen Stürmern kam der erfahrene Balakow 1995 von Sporting Lissabon für umgerechnet 2 Millionen Euro zum VfB Stuttgart. In der Fußball-Bundesligasaison 1995/96 wurde Fredi Bobic Torschützenkönig mit 17 Toren vor Giovane Élber und anderen mit 16 Toren, wobei der VfB Stuttgart die Saison auf Tabellenplatz 10 abschloss. Das Dreieck profitierte von der offensiven Spielweise unter Trainer Rolf Fringer. Zusammen gewann das Magische Dreieck unter Trainer Joachim Löw, welcher bereits in der Saison 1995/96 als Co-Trainer agierte, den DFB-Pokal 1997 in Berlin. In der Bundesligasaison 1996/97 erzielte das Trio 49 Tore. Dazu belegte das Trio in der Bestenliste der Scorer die Plätze 1, 2 und 4. So hatte der VfB Stuttgart als Tabellenvierter die beste Tordifferenz und in der Abschlusstabelle mit 78 Toren insgesamt 10 Tore mehr erzielt als der Meister FC Bayern München. Keine Bundesligamannschaft mit 78 oder mehr erzielten Toren schloss danach noch eine Saison auf dem vierten oder einem schlechteren Tabellenplatz ab.
Das Magische Dreieck begann sich in der nächsten Bundesligasaison 1997/98 aufzulösen. Giovane Élber wechselte zum Ligakonkurrenten FC Bayern München. Er wurde dort unter anderem mehrmals Deutscher Meister, DFB-Pokal-Sieger und gewann die UEFA Champions League 2001. Fredi Bobic wechselte 1999 zu Borussia Dortmund und wurde dort 2001/02 ebenfalls Deutscher Meister. Im Juni 2016 wurde er bei Eintracht Frankfurt zum Vorstand Sport berufen. Krassimir Balakow blieb bis zum Ende der Saison 2002/03 beim VfB Stuttgart. In seiner anschließenden Trainerlaufbahn betreute er unter anderem 2019 kurzzeitig die bulgarische Nationalmannschaft.
In der Bundesligasaison 2018/19 wurde ein Stürmer-Trio bei Eintracht Frankfurt ebenfalls wiederholt als Magisches Dreieck bezeichnet. Es setzte sich jedoch rasch die Bezeichnung Büffelherde durch.